# 医王権現
医王権現（いおうごんげん）は医王山の山岳信仰と修験道が融合した神仏習合の神であり、薬師如来を本地仏とする。神仏分離・廃仏毀釈が行われる以前は、医王山から勧請されて全国の医王権現社で祀られた。

## 概要
養老3年（719年）に泰澄が入山し、薬草が多いことから唐の育王山にちなんで育王仙と名づけたとされる。養老6年（722年）元正天皇が大病にかかり、泰澄がこの山の薬草を献上したところ快癒された。天皇は大いに喜ばれ、泰澄に神融法師の称号を賜わり、育王仙は医王山と命名されたという。
医王山は中世には白山・石動山と並んで北陸の修験道場の一大拠点として隆盛し、48寺・約3,000坊もあったと伝わる。医王山の伽藍諸坊は、文明13年（1481年）に瑞泉寺一向宗の門徒との戦いに敗れ、全山が焼き払われてしまったという。

## 神仏分離・廃仏毀釈
明治維新の神仏分離令による廃仏毀釈によって、修験道に基づく医王権現は廃された。国見平に医王権現堂が残る。全国の医王権現社の多くは、少彦名命を祭神とする神道の医王神社、医王山神社となっている。

## 所在地
- 医王権現堂：富山県南砺市祖谷（北緯36度32分07.3秒 東経136度48分52.4秒、国見平と呼ばれる地域、住所は道路を隔てて祖谷になる。周辺は医王山県立自然公園。）